# Kapellen
Kapellen este o comună din regiunea Flandra din Belgia. Suprafața totală a comunei este de 37,11 km². La 1 ianuarie 2008 comuna avea 26.242 locuitori. 
Kapellen se învecinează cu comunele Kalmthout, Wuustwezel, Stabroek, Brasschaat și Anvers din Belgia  și cu comuna olandeză Woensdrecht.
1. ↑  Totale oppervlakte volgens het Kadasterregister, België, gewesten en provincies (în neerlandeză), Algemene Directie Statistiek[*]